# The Great Cold Distance
The Great Cold Distance är det svenska metalbandet Katatonias sjunde studioalbum, utgivet 2006.

## Låtlista
Samtliga låtar är skrivna av Jonas Renkse och Anders Nyström, om icke annat anges.
| Nr           | Titel                    | Längd |
| ------------ | ------------------------ | ----- |
| 1.           | Leaders                  | 4:21  |
| 2.           | Deliberation             | 4:00  |
| 3.           | Soil's Song              | 4:12  |
| 4.           | My Twin                  | 3:41  |
| 5.           | Consternation            | 3:51  |
| 6.           | Follower                 | 4:46  |
| 7.           | Rusted                   | 4:21  |
| 8.           | Increase                 | 4:20  |
| 9.           | July                     | 4:45  |
| 10.          | In the White             | 4:54  |
| 11.          | The Itch                 | 4:20  |
| 12.          | Journey Through Pressure | 4:21  |
| Total längd: | Total längd:             | 51:51 |

## Medverkande
Katatonia
- Jonas Renkse – sång, gitarr, keyboard
- Anders Nyström – sologitarr, kompgitarr, bakgrundssång, keyboard
- Fredrik Norrman – sologitarr, kompgitarr
- Mattias Norrman – basgitarr
- Daniel Liljekvist – trummor, bakgrundssång

Övriga
- Andreas Åkeberg – bakgrundssång
- Peter Damin –  percussion, trummor